# Another World (2021)
Another World (Fernsehtitel: Eine andere Welt, Originaltitel: Un autre monde) ist ein französischer Spielfilm von Stéphane Brizé aus dem Jahr 2021. Im Mittelpunkt der Handlung steht ein hochbelasteter leitender Angestellter eines Industriekonzerns (dargestellt von Vincent Lindon), dessen Berufs- und Privatleben am Arbeitsdruck zu zerbrechen drohen.
Im Jahr seiner Veröffentlichung wurde das Drama im Wettbewerb der 78. Internationalen Filmfestspiele von Venedig uraufgeführt.

## Handlung
Philippe Lemesle ist Geschäftsführer eines Industriekonzerns. Sein beruflicher Aufstieg ging aber zu Lasten der Familie. Durch den Arbeitsdruck hat die Beziehung zu seiner Ehefrau Anne gelitten, mit der er den gemeinsamen Sohn Lucas hat. Das Paar hat beschlossen, sich zu trennen. Gleichzeitig weiß Philippe nicht mehr, wie er auf die widersprüchlichen Angaben seines Chefs reagieren soll. Er hat das Gefühl, dass sein Vorgesetzter keinen Manager mehr benötigt, sondern einen „Henker“. Philippe muss sich über die Prioritäten in seinem Leben klar werden.

## Hintergrund

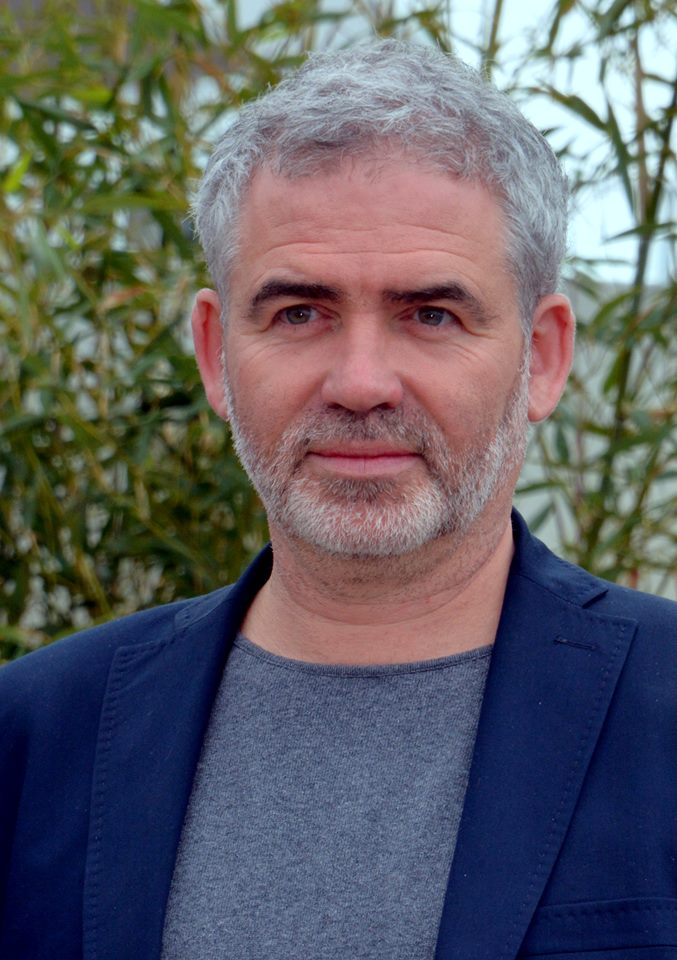
Stéphane Brizé (2018)

Another World ist der neunte Spielfilm des französischen Filmemachers Stéphane Brizé, für den er das Drehbuch gemeinsam mit Olivier Gorce verfasste. Beide hatten auch an seinen vorangegangenen Filmen Streik (2018, früherer Arbeitstitel ebenfalls Un autre monde) und Ein Leben (2016) zusammengearbeitet. Für Hauptdarsteller Vincent Lindon handelte es sich um die fünfte Zusammenarbeit mit Brizé. Neben Streik und Ein Leben hatte er auch die männlichen Hauptrollen in Der letzte Frühling (2012) und Mademoiselle Chambon (2009) bekleidet. Im Film tritt er mit seiner früheren Lebensgefährtin Sandrine Kiberlain auf, die die Titelrolle in Mademoiselle Chambon gespielt hatte. Auch griff Brizé auf seinen favorisierten Kameramann Eric Dumont zurück und arbeitete wiederholt mit Filmeditorin Anne Klotz zusammen.
Die Dreharbeiten fanden vom 22. Januar bis 6. Februar 2020 statt. Gedreht wurde hauptsächlich in Colayrac-Saint-Cyr und Pinel-Hauterive, zum Teil auch in Lot-et-Garonne.

## Veröffentlichung
Der Film wurde am 10. September 2021 beim 78. Filmfestival von Venedig uraufgeführt. Ein regulärer Kinostart in Frankreich erfolgte am 16. Februar 2022.
In Deutschland wurde der Film ab 29. Dezember 2022 beim Streamingdienst Mubi veröffentlicht. Am 5. Februar 2025 erfolgte die deutsche TV-Premiere unter dem Titel Eine andere Welt auf Arte.
Auf der Website Allociné hält Another World derzeit eine Presse-Bewertung von 4,1 von 5 Sternen, basierend auf über 30 französischsprachigen Kritiken. Vom Publikum wurde Brizés Regiearbeit fast gleich bewertet (4 Sterne).

## Synchronisation
Die deutschsprachige Synchronisation entstand nach einem Dialogbuch und unter der Dialogregie von Masen Abou-Dakn für die in Berlin ansässige Studio Hamburg Synchron GmbH.

## Auszeichnungen
Für Another World erhielt Stéphane Brizé seine zweite Einladung in den Wettbewerb um den Goldenen Löwen, den Hauptpreis des Filmfestivals. Das Werk blieb unprämiert.